# Lucigadus nigromaculatus
Lucigadus nigromaculatus es una especie de pez de la familia Macrouridae en el orden de los Gadiformes.

## Morfología
• Los machos pueden llegar alcanzar los 34 cm de longitud total.

## Depredadores
En Australia es depredado por Cyttus Traversi ,Macruronus novaezelandiae y Helicolenus percoides .

## Hábitat
Es un pez de aguas profundas que vive entre 200-1.463 m de profundidad.

## Distribución geográfica
Se encuentra al sur de Australia, Nueva Zelanda  y Chile.